# Heinrich Aemilius August Danz

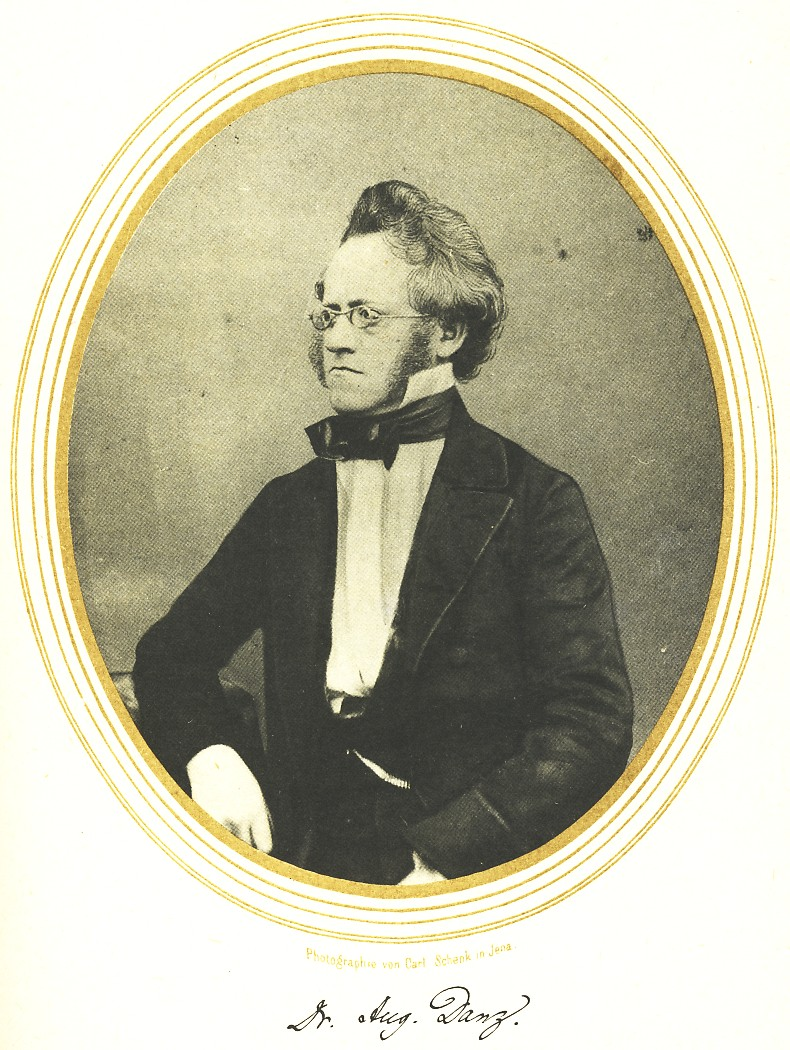
Heinrich Aemilius August Danz auf einer Fotografie von Carl Schenk um 1858

Heinrich Aemilius August Danz, auch Heinrich Emil August Danz, (* 11. Dezember 1806 in Jena; † 17. Mai 1881 ebenda) war ein deutscher Rechtsgelehrter.

## Leben
August Danz wurde 1806 als Sohn des Theologen und Kirchenhistorikers Joh. Tr. Lebrecht Danz in Jena geboren. Er besuchte ab 1820 das Wilhelm-Ernst-Gymnasium in Weimar und begann 1826 das Studium der Rechte an der Universität Jena. Auf dem Gebiet der Rechtswissenschaften wurden Karl Wilhelm Schmid, Wilhelm von Schröter, Friedrich Ortloff und Christoph Martin seine Lehrer. Zudem besuchte er die medizinischen Vorlesungen von Johann Christian Stark der Jüngere; geschichtliche Studien absolvierte er bei Heinrich Luden, philologische Vorlesungen frequentierte er bei Heinrich Karl Eichstädt, und die griechische und römische Altertümer lernte er bei Ferdinand Gotthelf Hand kennen. Drei Jahre später setzte er seine Studien bei Friedrich Carl von Savigny, Eduard Gans und Karl Gustav Homeyer an der Universität Berlin fort.
Nach Jena zurückgekehrt promovierte er am 3. August 1831 zum Doktor der Rechte, habilitierte sich am 5. September desselben Jahres und arbeitete zunächst als Privatdozent. Am 2. September 1834 wurde er in Jena außerordentlicher Professor der Rechte, 1842 ordentlicher Honorarprofessor und schließlich am 5. Oktober 1843 ordentlicher Professor der Rechte, womit er Mitglied und Rat am Oberappellationsgericht wurde. Im selben Jahr wurde Danz in den Senat der Universität Jena eingeführt. Am 26. Juli 1861 wurde er Ordinarius der Juristischen Fakultät. Aus dem Oberappellationsgericht schied er bei dessen Auflösung am 1. Oktober 1879 aus. Bis zu seinem Tod 1881 bekleidete er 16 Mal das Dekanat der Juristischen Fakultät und war in den Wintersemestern 1847, 1862, 1873, sowie im Sommersemester 1857 Rektor der Universität.

## Werke (Auswahl)
Danz beschäftigte sich vorwiegend mit der römischen Rechtsgeschichte.
- De litis contestatione quae fuit tempore legis actionum dissertatio. Jena 1831 (Online)
- Commentatio de externa codicillorum forma. Leipzig 1835
- Commentatio de Sabina conferreationis orgine. Jena 1844
- Lehrbuch der Geschichte des römischen Rechts. Zum Gebrauche bei Vorlesungen. Leipzig 1840–1846, 2. Bde. (1. Bd. Digitalisat; 2. Bd. Digitalisat); 2. Aufl. 1871–1873 (1. Bd. Digitalisat; 2. Bd. Digitalisat)
- Der sacrale Schutz im römischen Rechtsverkehr. Beiträge zur Geschichte der Entwicklung des Rechts bei den Römern. Jena 1857 (Digitalisat)
- Die Wirkung der Codifikationsformen auf das materielle Recht, erläutert durch Beispiele aus dem Entwurfe des bürgerlichen Gesetzbuches für das Königreich Sachsen. Leipzig 1861 (Digitalisat)
- Aus Rom und Byzanz. Vorträge. Weimar 1867 (Digitalisat)

## Nachweise
1. ↑  Todesnachricht in Jenaische Zeitung vom 18. Mai 1881, Nr.116.
2. ↑  Eingeschrieben als „Augustus Danz“ am 18. April 1826 (Die Matrikel der Universität Jena, S. 179).

| Personendaten    | Personendaten                                                                                         |
| ---------------- | --- |
| NAME             | Danz, Heinrich Aemilius August                                                                        |
| ALTERNATIVNAMEN  | Danz, August; Danz, August Heinrich Emil; Verus, Lucius (Pseudonym); Danz, Augustus Henricus Aemilius |
| KURZBESCHREIBUNG | deutscher Rechtsgelehrter                                                                             |
| GEBURTSDATUM     | 11. Dezember 1806                                                                                     |
| GEBURTSORT       | Jena                                                                                                  |
| STERBEDATUM      | 17. Mai 1881                                                                                          |
| STERBEORT        | Jena                                                                                                  |